# Jacques Barlie
Jacques Barlie (Ginevra, 18 maggio 1941) è un ex calciatore e allenatore di calcio svizzero, di ruolo portiere.

## Palmarès

### Calciatore
- Campionato svizzero: 2

Servette: 1960-1961, 1961-1962
- Coppa Svizzera: 1

Servette: 1970-1971